# Blizzard Beasts
Albums de Immortal
Battles In The North
(1995) At the Heart of Winter
(1999)
Blizzard Beasts est le quatrième album studio du groupe de black metal norvégien Immortal. Cet album est sorti au cours de l'année 1997 sous le label indépendant français Osmose Productions.
Il s'agit du dernier album sur lequel Demonaz joue ainsi que du premier de Horgh en tant que batteur.
L'album est différent de ses prédécesseurs dans le sens où il sonne beaucoup plus death metal que le reste de la discographie de Immortal. Certains titres sonnent un peu comme un mélange entre le style traditionnel d'Immortal et le son de Morbid Angel.
La plupart des titres de cet album sont très courts : seuls trois titres durent plus de trois minutes, dont un seul dure six minutes. L'album entier dure moins d'une demi-heure (28:52).

## Liste des titres
1. Intro – 1:00
2. Blizzard Beasts – 2:49
3. Nebular Ravens Winter – 4:13
4. Suns That Sank Below – 2:47
5. Battlefields – 3:40
6. Mountains of Might – 6:38
7. Noctambulant – 2:22
8. Winter of the Ages – 2:33
9. Frostdemonstorm – 2:54

## Composition
- Abbath Doom Occulta - Basse, Chant
- Demonaz Doom Occulta - Guitare
- Horgh - Batterie